# Paragrenocythere
Paragrenocythere is een geslacht van uitgestorven kreeftachtigen uit de klasse van de Ostracoda (mosselkreeftjes).

## Soorten
- Paragrenocythere biclavata Al-Furaih, 1975 †
- Paragrenocythere gladius Al-furaih, 1980 †
- Paragrenocythere gravis Al-furaih, 1980 †
- Paragrenocythere iraqaensis Khalaf & Yousif, 1990 †
- Paragrenocythere khayali Al-furaih, 1984 †
- Paragrenocythere ponticulata Al-Furaih, 1980 †
- Paragrenocythere reticulospinosa (Sohn, 1970) Bhandari, 1995 †